# Света София (Драма)
Вижте пояснителната страница за други значения на Света София.
„Света София“ (на гръцки: Ναός Αγίας Σοφίας Δράμας) е средновековна православна църква в македонския град Драма, Егейска Македония, Гърция.

## История
Храмът е най-старата запазена сграда в Драма. Построен е на хълма Хисар, най-високото място в града. Близо до него е открит вотивен надпис на бог Дионис. Храмът е изграден в X век, заедно с градските стени, тъй като при градежа са използвани същите камъни. Според Кондиката на Драмската митрополия църквата е била посветена на Успение Богородично.
Църквата според митрополит Агатангел Драмски е превърната в джамия от турците през 1430 година. Според други сведения обръщането в мюсюлмански храм е станало при султан Мурад I (1359 -1389). Джамията е наричана Бей джамия, Хисар джамия или Кале джамия. Отвореното пространство на север е мюсюлманско гробище.
На 1 ноември 1912 година, по време на Балканската война, гръцката община овладява храма. Българските власти я превръщат в археологически музей. След Междусъюзническата война градът попада в Гърция и храмът отново става църква.
В 1922 година храмът е посветен от заселените в Драма гърци бежанци на Божията Премъдрост.

## Архитектура
Храмът е на две нива. По-старата част, на изток, е потънала в земята, докато входната част на запад, добавена в османско време, се издига 2 метра над византийската църква. Вкопаването е причината църквата да оцелее при ужасното земетресение от 1829 г., което изравнява Драма. Византийската църква е преходен тип куполна базилика с периферна галерия. Куполът е висок и осмостранен на четириъгълна основа. До началото на XX век подът е бил покрит с оригиналните плочи от цветен мрамор. В оригиналната каменна зидария има вградени антични архитектурни елементи и са използвани тухлени пояси за украса. Отвън на в горната част на източната стена има вграден наобратно античен гръцки надпис с името на скулптора Йоан, както и част от латински надпис. От южната страна на църквата е камбанарията, построена на мястото на османското минаре.
Храмът има почти квадратен план с вътрешна дължина 13,40 m. и ширина от 10,46 m. В светилището е запазен оригиналният стенопис, изобразяващ Успение Богородично, изписан по време на строителството на храма и покрит през османската епоха с хоросан. В притвора има голям стенопис от 1917, изобразяващи сцени от Второто пришествие.